# Xylographus javanus
Xylographus javanus es una especie de coleóptero de la familia Ciidae.

## Distribución geográfica
Habita en Indonesia.